# Кузнецов, Николай Иванович (генерал)
Николай Иванович Кузнецов (1834—1905) — русский военный деятель, генерал-лейтенант.

## Биография
В службу вступил в 1852 году после окончания Дворянского полка и произведён в прапорщики. В 1854 году произведён в подпоручики, в 1856 году в поручики. С 1859 года назначен старшим адъютантом штаба 1-й артиллерийской бригады. В 1862 году произведён в штабс-капитаны.
В 1863 году назначен старшим адъютантом артиллерийского управления Виленского военно-окружного совета, с этого же года участвовал в подавлении Польского мятежа. В 1864 году произведён в капитаны. В 1867 году произведён в подполковники с назначением  делопроизводителем Виленского военно-окружного совета. В 1870 году произведён в полковники.  С 1879 года назначен генералом для поручений при командующем войсками Виленского военного округа генерал-адъютанта П. П. Альбединского.
В 1880 году произведён в генерал-майоры с назначением членом от Военного министерства в Военно-окружном совете Кавказского военного округа. С 1885 года назначен членом от Военного министерства в Военно-окружном совете Харьковского военного округа. С 1889 года назначен членом от Военного министерства в Военно-окружном совете Варшавского военного округа. В 1896 году произведён в генерал-лейтенанты.

## Награды
Награды
- Орден Святого Станислава 3-й степени (1859)
- Орден Святой Анны 3-й степени (1862)
- Орден Святого Станислава 2-й степени с Императорской короной (1872)
- Орден Святой Анны 2-й степени (1874)
- Орден Святого Владимира 4-й степени (1878)
- Орден Святого Владимира 3-й степени (1883)
- Орден Святого Станислава 1-й степени (1886)
- Орден Святой Анны 1-й степени (1889)
- Орден Святого Владимира 2-й степени (1893)
- Орден Белого орла (1899)
- Орден Святого Александра Невского (1902)